# Beate Schenk
Beate Schenk ist eine deutsche Ingenieurin und Richterin am Bundespatentgericht in München.

## Beruflicher Werdegang
Beate Schenk schloss ihr Universitätsstudium mit den Prüfungen zur Diplomingenieurin ab.
Sie ist am Bundespatentamt tätig. Am 12. September 2011 wurde sie als Richterin kraft Auftrags an das Bundespatentgericht berufen. Seit 2019 ist sie dort weiteres technisches Mitglied eines Technischen Beschwerdesenats. Am Bundespatentgericht sind mehrheitlich naturwissenschaftlich ausgebildete Richter tätig.

## Veröffentlichungen
- Beate Schenk, Daniela Gruhler, Klaus Skwara: Solarthermie. In: Deutsches Patent- und Markenamt: Erfinderaktivitäten 2012. Schwerpunkt: Erneuerbare Energien. München, 2013, S. 4–12